# Jonas Ahnelöv

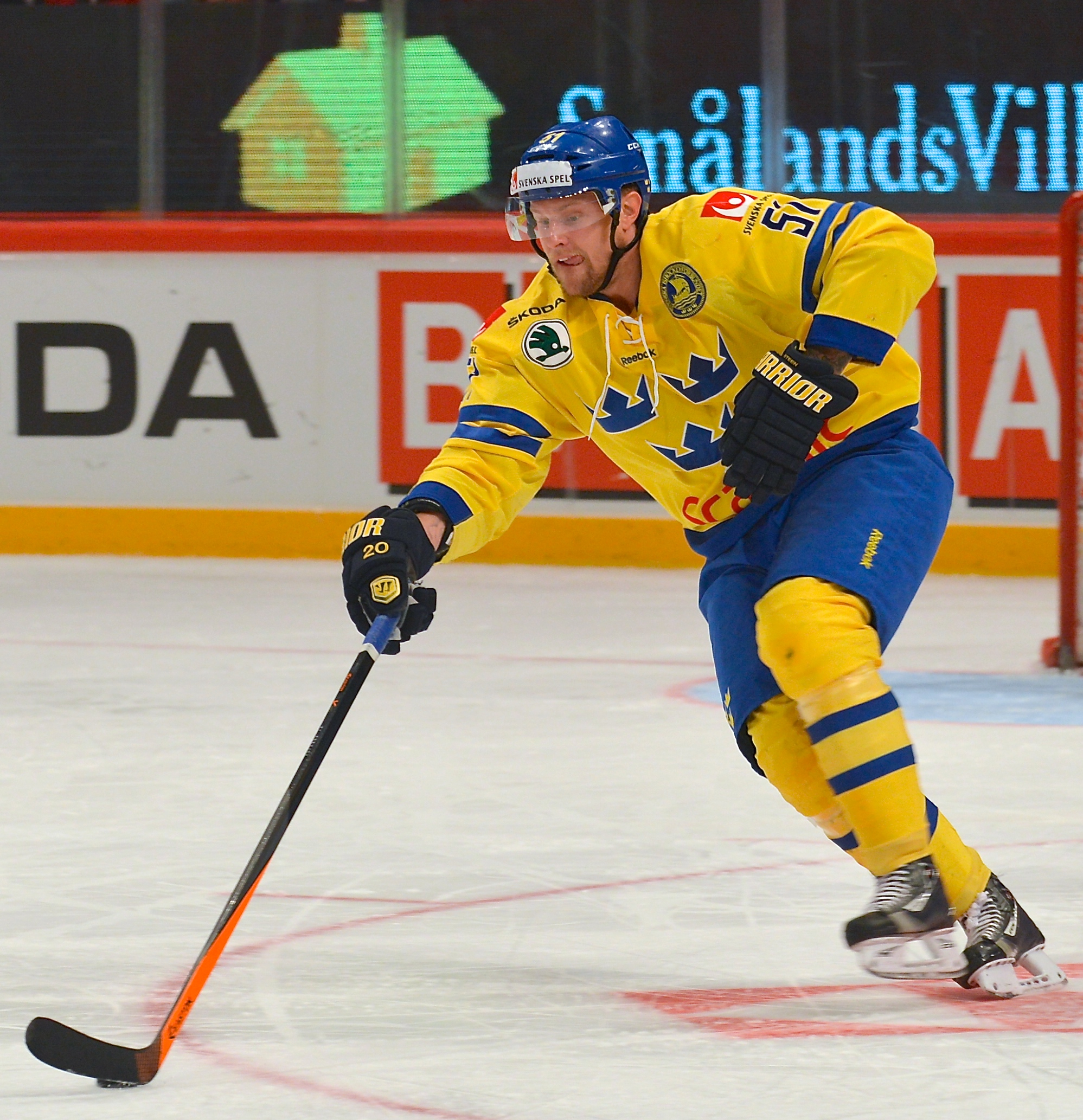
Jonas Ahnelöv i matchen mot Ryssland i Oddset Hockey Games 2014 i Globen i Stockholm.

Jonas Ahnelöv är en svensk ishockeyspelare, född den 11 december 1987, som spelar som back för Leksand i SHL. Ahnelöv har även representerat Rögle BK, Frölunda och Modo i högstaligan, samt har erfarenhet från spel under tre säsonger i AHL och San Antonio Rampage.

## Meriter
- TV-Pucken-Brons: 2002/2003.
- JSM-Guld: J20 2006/2007
- JSM-Silver: J20 2005/2006
- VM-Brons: 2013/2014
- Spelade JVM 2007.